# Frederick Hale

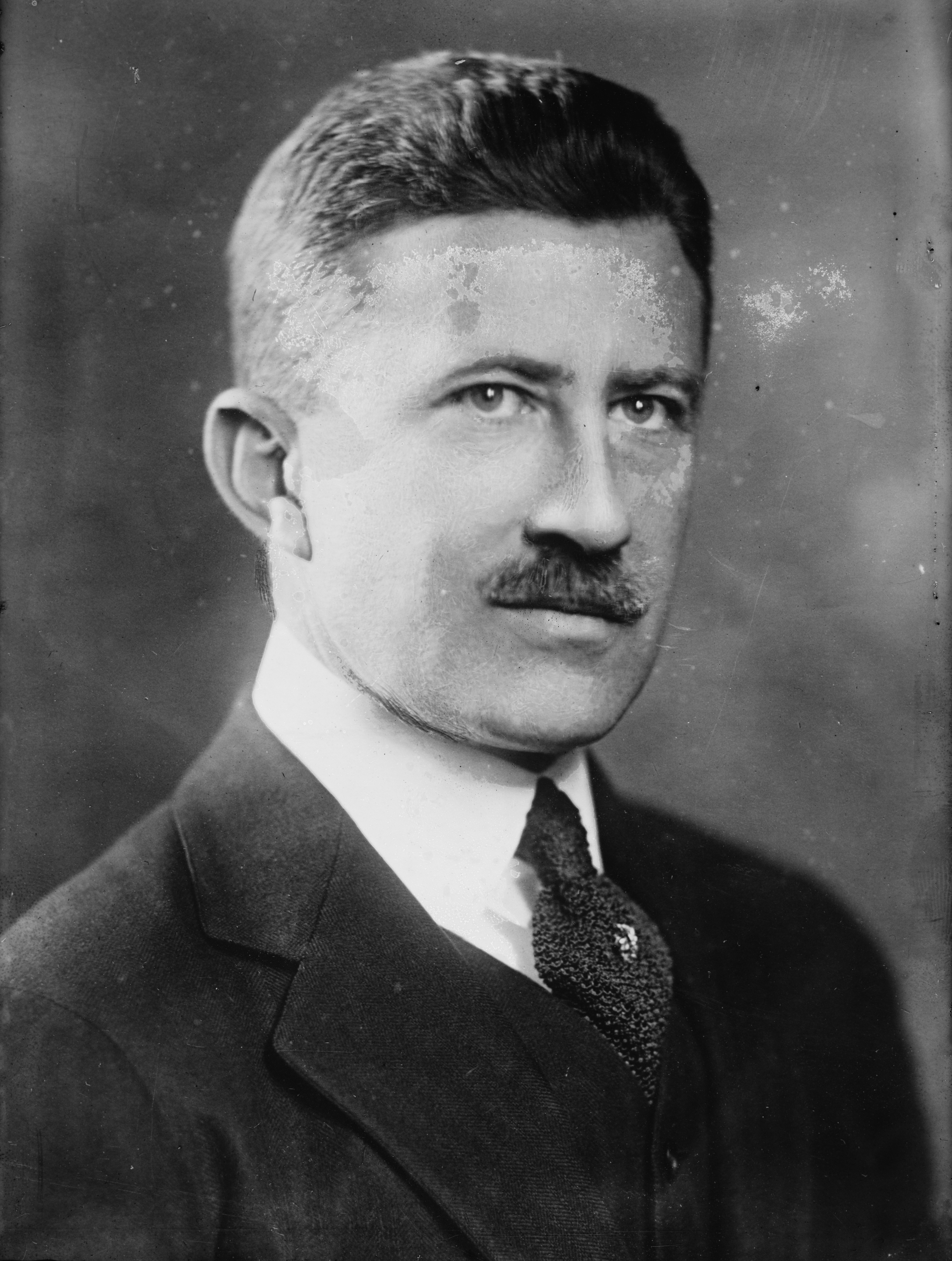
Frederick Hale

Frederick Hale (* 7. Oktober 1874 in Detroit, Michigan; † 28. September 1963 in Portland, Maine) war ein US-amerikanischer Politiker (Republikanische Partei), der den Bundesstaat Maine von 1917 bis 1941 im US-Senat vertrat.
Frederick Hale war der Sohn von Eugene Hale, der von 1881 bis 1911 für Maine im Senat saß. Sein Großvater Zachariah Chandler fungierte als US-Senator für Michigan sowie als Innenminister unter Präsident Ulysses S. Grant. Robert Hale, sein Cousin, war von 1943 bis 1959 Kongressabgeordneter für Maine.
Nach dem Schulbesuch in Lawrenceville (New Jersey) und Groton (Massachusetts) machte Frederick Hale 1896 seinen Abschluss an der Harvard University; im folgenden Jahr beendete er seine juristische Ausbildung an der Columbia Law School in New York. Er wurde in die Anwaltskammer aufgenommen und begann 1899 in Portland zu praktizieren.
Von 1905 bis 1906 hatte Hale sein erstes politisches Mandat als Abgeordneter im Repräsentantenhaus von Maine inne. Zwischen 1912 und 1918 gehörte er dem Republican National Committee an. 1916 kandidierte er für den Senatssitz, der zuvor 30 Jahre lang von seinem Vater gehalten worden war, und bezwang den demokratischen Amtsinhaber Charles Fletcher Johnson. Nach dreimaliger Wiederwahl verblieb er vom 4. März 1917 bis zum 3. Januar 1941 im Kongress. Während dieser Zeit war er unter anderem Vorsitzender des Ausschusses für die Beziehungen zu Kanada.
1940 trat Frederick Hale schließlich nicht mehr zur Wiederwahl an. Er zog sich ins Privatleben zurück und starb 1963 in Portland.